# Sielsowiet Nacza
Sielsowiet Nacza (biał. Начаўскі сельсавет, Naczauski sielsawiet; ros. Начевский сельсовет) – sielsowiet na Białorusi, w obwodzie brzeskim, w rejonie lachowickim, z siedzibą w Naczy.

## Demografia
Według spisu z 2009 sielsowiet Nacza zamieszkiwało 1876 osób, w tym 1542 Białorusinów (82,20%), 249 Polaków (13,27%), 61 Rosjan (3,25%), 13 Ukraińców (0,69%), 3 Niemców (0,16%), 4 osoby innych narodowości i 4 osoby, które nie podały żadnej narodowości.

## Geografia i transport
Sielsowiet geograficznie położony jest na Równinie Baranowickiej (część zachodnia) i Grzędzie Kopylskiej (część wschodnia), a historycznie na Nowogródczyznie, w środkowo-wschodniej części rejonu lachowickiego. Największą rzeką jest Nacza, sięga brzegów lachowickiego zbiornika retencyjnego na Szczarze.
Przez sielsowiet przebiegają linia kolejowa Łuniniec – Baranowicze oraz droga republikańska R4.

## Miejscowości
- agromiasteczko:
  - Nacza (hist. Nacz Bryndzowska)
- wsie:
  - Gosławszczyzna
  - Hruszówka
  - Mysłoboje
  - Paszkowce
  - Perechreście
  - Raczkany
  - Rusinowicze
  - Szczęsnowicze
  - Żarskie